# Athetis faja
Athetis faja är en fjärilsart som beskrevs av Felix Bryk 1942. Athetis faja ingår i släktet Athetis och familjen nattflyn. Inga underarter finns listade i Catalogue of Life.